# Jundiaí do Sul
Jundiaí do Sul este un oraș în Paraná (PR), Brazilia.